# Котов Георгій Федорович
Георгій Федорович Котов (18 квітня 1905, місто Лубни, тепер Полтавської області — 10 травня 1973, місто Івано-Франківськ) — український радянський діяч.

## Життєпис
Трудову діяльність розпочав у тринадцятирічному віці учнем пічника.
З 1922 року — доброволець навчального загону Чорноморського флоту РСЧФ.
Закінчив робітничий факультет Всеукраїнського технікуму народного господарства в Харкові.
У 1924—1930 роках — в апараті установ та підприємств міста Харкова. Одночасно навчався в Харківському інституті народного господарства.
Після закінчення інституту і до 1939 року — в апараті радянських органів та господарських організацій міста Києва.
У 1939—1941 роках — голова районної планової комісії та заступник голови виконавчого комітету Лубенської районної ради депутатів трудящих Полтавської області.
У вересні 1941—1944 роках — голова районної планової комісії та заступник голови виконавчого комітету Багдатської районної ради депутатів трудящих Ферганської області Узбецької РСР.
У 1944—1946 роках — заступник голови планової комісії виконавчого комітету Дрогобицької обласної ради депутатів трудящих.
Член ВКП(б) з 1946 року.
6 квітня 1946 — травень 1959 року — секретар виконавчого комітету Дрогобицької обласної ради депутатів трудящих.
У 1959 — лютому 1969 року — секретар виконавчого комітету Станіславської (Івано-Франківської) обласної ради депутатів трудящих.
З лютого 1969 року — персональний пенсіонер союзного значення в місті Івано-Франківську.
Помер 10 травня 1973 року після тривалої хвороби в місті Івано-Франківську.

## Нагороди
- орден «Знак Пошани»
- медалі